# Былых
Былых (азерб. Bılıx; лезг. Былых) — село в муниципалитете Меликли Габалинского района Азербайджана. Находится на берегу реки Карачай.

## История
«Камералное описание жителей города Нухи и Шекинской провинции за 1824 год» сообщает о том, что жители Былыха являлись армяно-григорианами использовавшими «татарский» (азербайджанский) язык.
Прежнее село существовало у подножия горы Былых, остатки которого до сих пор сохранились. Нынешнее село Былых основано в 1999 году на месте садов старого селения Былых.

## Население
По материалам издания «Административное деление АССР», подготовленным в 1933 году Управлением народно-хозяйственного учёта Азербайджанской ССР (АзНХУ), по состоянию на 1 января 1933 отмечалось село Эрмени-Былых в Заламском сельсовете Куткашенского района Азербайджанской ССР.
В селении проживает 913 человек.